# Anton Lichtneckert
Anton Lichtneckert (5. února 1869 Bor – 27. března 1948) byl československý politik německé národnosti a meziválečný senátor Národního shromáždění ČSR za Německý svaz zemědělců (německá agrární strana, BdL).

## Biografie
Profesí byl hostinským a rolníkem ve Volarech.
V parlamentních volbách v roce 1929 získal senátorské křeslo v Národním shromáždění. V senátu setrval do roku 1935.